# Corrosió a alta temperatura
La corrosió a alta temperatura és un mecanisme de corrosió que té lloc en turbines de gas, motors diesel o altres tipus de maquinària en contacte amb gasos a alta temperatura que contenen certs contaminants. Els combustibles poden contenir sulfits o vanadi que poden formar compostos amb baixos punts de fusió durant la combustió. Aquestes sals foses són molt corrosives per a l'acer inoxidable i altres aliatges que acostumen a ser inerts. Aquest tipus de corrosió també inclou l'oxidació a alta temperatura, la sulfuració i la carbonització.

## Corrosió per sulfats
Els sulfats poden causar dos tipus de corrosió a alta temperatura. El tipus I té lloc per sobre del punt de fusió del sulfat de sodi, mentre que el tipus II es produeix per sota del punt de fusió del sulfat de sodi, però en presència de petites quantitats de SO₃.
En el tipus I la capa protectora d'òxid es dissol a causa de la sal fosa. El sofre s'allibera de la sal i es difon en el substrat del metall formant sulfurs d'alumini o de crom de color gris/blau de manera que, un cop que la capa de sal s'ha eliminat, l'acer no pot reconstruir una nova capa protectora d'òxid. Tot i així, és més favorable la formació de vanadats, així que els sulfats només es formen si la quantitat de metalls alcalins és més alta que la corresponent quantitat de vanadi.
El mateix tipus d'atac s'ha observat pel potassi i pel sulfat de magnesi.

## Corrosió per vanadi
El vanadi es troba present en el petroli en forma de complexos de porfirina. Aquests complexos es concentren en fraccions amb major punt d'ebullició, que són la base dels combustibles d'olis pesats residual. També són presents residus de sodi, principalment provinents de clorur de sodi i de petroli utilitzat. Una quantitat superior a 100 ppm de sodi i vanadi en petrolis podrán generar cendra capaç de provocar corrosió.
La majoria dels combustibles contenen petites traces de vanadi. El vanadi s'oxida a diferents vanadats. Els vanadats fosos presents com a dipòsits en metalls poden formar capes de passivació. A més a més, la presència de vanadi accelera la difusió d'oxigen a través de la capa de sal fosa cap al substrat metàl·lic.
A altes temperatures, quan tenim baixa disponibilitat d'oxigen, es formen òxids refractaris (diòxid i triòxid de vanadi). Aquests vanadats no provoquen corrosió. Això no obstant, en condicions normals de combustió, es pot formar pentaòxid de divanadi. Juntament amb l'òxid de sodi es poden formar vanadats amb diferents composicions. Els que són aproximadament de composició Na₂O•6V₂O₅ tenen un poder corrosiu molt elevat a temperatures entre 593 °C i 816 °C. A temperatures inferiors el vanadat es troba en estat sòlid, mentre que a altes temperatures els vanadats amb major proporció de vanadi provoquen una major corrosió.
La capacitat de dissolució de les capes de passivació per acció dels vanadats fosos depèn de la composició de la capa d'òxid. El crom (II), l'òxid de níquel (II) i l'òxid de cobalt (II) són poc solubles en vanadats, de manera que converteixen a aquests vanadats en menys corrosius, a la vegada que esdevenen fortament adherents i refractants i actuen com a barreres d'oxigen.
La presència de sodi en una proporció d'1:3 dona el punt de fusió més baix. Aquest punt de fusió a 535 °C s'ha d'evitar perquè pot causar problemes en els punts calents del motor com ara seients de vàlvules i turbocompressors.

## Corrosió per plom
El plom pot formar una desfet de baix punt de fusió capaç de penetrar les capes d'òxid.